# Balázs Megyeri
Balázs Megyeri (Budapest, Közép-Magyarország, 31 de marzo de 1990), en forma nativa Megyeri Balázs, es un futbolista húngaro. Juega de portero y su equipo es el Győri ETO F. C. de la Nemzeti Bajnokság I.

## Trayectoria

### Ferencvárosi TC
Nacido en Budapest, comenzó su carrera con el Ferencvárosi TC y jugó un corto tiempo en calidad de cedido para el Bristol City, antes de regresar a su anterior club en 2008. El 23 de agosto de 2009, comenzó a estudiar ofertas con el Hertha de Berlín, pero no se llegó a nada.
Hizo su debut en la Nemzeti Bajnokság I el 26 de agosto de ese mismo año, a partir de un 0-0 ante el Szombathelyi Haladás. Apareció en 24 partidos de liga durante la campaña, en la que terminaron séptimos.

### Olympiakos F. C.
El 15 de junio de 2010 firmó un contrato de tres años con el Olympiacos F. C. de Grecia. 
Hizo su debut con el club muy tarde, el 3 de abril de 2011, jugando los 90 minutos en la victoria por 3-1 en casa contra el Kavala. Él apareció en sólo tres partidos durante la campaña, siendo una tercera opción por detrás de Antonis Nikopolidis y Urko Pardo.
Después de la jubilación Nikopolidis y la salida de Pardo al APOEL de Nicosia, Megyeri fue desafiado por nuevos fichajes Franco Costanzo y Iosif Daskalakis. Después de los malos resultados con Constanzo, fue elegido como primera opción; a pesar de la llegada de Roy Carroll en enero de 2012, él continuó apareciendo regularmente, contribuyendo con 22 partidos.
Luchó por el primer lugar de partida con Carroll en 2012-13, pero más tarde se vio superado por Roberto, el nuevo fichaje para la portería en las dos siguientes temporadas, teniendo muy pocas apariciones.

### Getafe C. F.
El 15 de julio de 2015 firmó un contrato de tres años con el Getafe C. F. de la Primera División de España, después de expirar su contrato con el Olympiacos.

## Clubes
| Club                 | País     | Año       |
| -------------------- | -------- | --------- |
| Ferencvárosi T. C.   | Hungría  | 2008-2010 |
| Olympiacos F. C.     | Grecia   | 2010-2015 |
| Getafe C. F.         | España   | 2015-2016 |
| SpVgg Greuther Fürth | Alemania | 2016-2018 |
| Atromitos de Atenas  | Grecia   | 2018-2020 |
| Göztepe S. K.        | Turquía  | 2020-2022 |
| AEL Limassol         | Chipre   | 2022      |
| Debreceni V. S. C.   | Hungría  | 2022-2025 |
| Győri ETO F. C.      | Hungría  | 2025-     |

## Palmarés

### Títulos nacionales
| Título               | Club               | País    | Año  |
| -------------------- | ------------------ | ------- | ---- |
| Nemzeti Bajnokság II | Ferencvárosi T. C. | Hungría | 2009 |
| Superliga de Grecia  | Olympiacos F. C.   | Grecia  | 2011 |
| Superliga de Grecia  | Olympiacos F. C.   | Grecia  | 2012 |
| Copa de Grecia       | Olympiacos F. C.   | Grecia  | 2012 |
| Superliga de Grecia  | Olympiacos F. C.   | Grecia  | 2013 |
| Copa de Grecia       | Olympiacos F. C.   | Grecia  | 2013 |
| Superliga de Grecia  | Olympiacos F. C.   | Grecia  | 2014 |
| Superliga de Grecia  | Olympiacos F. C.   | Grecia  | 2015 |
| Copa de Grecia       | Olympiacos F. C.   | Grecia  | 2015 |

### Distinciones individuales
| Distinción              | Año  |
| ----------------------- | ---- |
| Trofeo Nándor Hidegkuti | 2010 |